# Central-keltiska folk
Central-keltiska folk, från att under 450-250 f.Kr. ha omfattat nästan halva Europa, från Biscayabukten till Svarta havet, pressades kelterna avsevärt tillbaka av romarna och germanerna fram till Kristus födelse. Förutom i Gallien och de brittiska öarna var keltiska folk huvudbefolkning endast i Alperna-Karpaterna vid vår tidräknings början. Dessutom fanns keltiska kolonier kvar i Spanien (Kelto-iberer) och Turkiet (Galatier). De keltiska folk som nämns efter Kristus födelse i centrala Europa var:

## Bojer
Bojerna var ett keltiskt folk som bodde i Tjeckien-Ungern, och som troligen gett namn år Böhmen (Bojheim). De besegrades av markomannerna under Marbod strax efter Kr.f. och försvann efter detta ur historien.

## Helveter
Helveter eller helvetier (lat. helvetii) bodde i nuvarande Schweiz och har gett detta land sitt andra namn Helvetia. De var en av de keltiska stammar som gjorde uppror mot romarna, men besegrades av Julius Caesar år 58 f.Kr. De var även ett av många folk som invaderade norra Italien i samband med det s.k. markomannerkriget 169 e.Kr. innan de uppgick i de germanska folken.

## Räter och noriker
Räter (lat. raeter) och noriker var två keltiska folk i Alperna som gett namn år de romerska provinserna Raetia och Noricum. Inom detta område fanns många små folkstammar, som till exempel Vindeliker som gett namn åt den romerska staden Vindelicum (Wien). Dessa folk försvann också så småningom i det germanska folkhavet.
Flera andra folkstammar som vid Kristus födelse bodde i området Karpaterna-Ungern är det osäkert om de tillhörde den keltiska, germanska eller illyriska folkgruppen. Så är fallet med burerna, gothinerna, oserna och t.o.m. pannonierna. Oserna var uppdelade i öst- och väst-oser och bodde på varsin sida om Donau i nuvarande Ungern. Enligt viss forskning var oserna ett sarmatiskt folk, där västoserna uppgick i langobardernas folk, medan östoserna vandrade till Kaukasus, troligen tillsammans med de sarmatiska alanerna. Där grundade detta ljushåriga indo-iranska folk landet Ossetien som fortfarande består som en autonom provins.

## Skordiskerna
Skordiskerna däremot som var bosatta bland annat i nuvarande Serbien var helt klart ett keltiskt folk, som gjorde uppror mot romarna redan under första århundradet f.Kr.